# Vụ tập kích khu cư xá Biên Hòa 1959
Vụ tập kích khu cư xá Biên Hòa là sự kiện xảy ra vào ngày 7 tháng 7 năm 1959 khi sáu du kích quân Việt Cộng tấn công khu cư xá (còn gọi là Nhà Xanh) của Đoàn Cố vấn Viện trợ Quân sự Mỹ (MAAG) tại Biên Hòa, một thị xã cách Sài Gòn khoảng 20 dặm (32 km) về phía đông bắc. Trận tập kích này đã giết chết Thiếu tá Dale R. Buis (khách viếng thăm đến từ MAAG 5) và Trung sĩ Chester M. Ovnand (MAAG 7), được xem là hai quân nhân Mỹ đầu tiên thiệt mạng trong chiến tranh Việt Nam, một người bị thương là Đại úy Howad B. Boston. Hai người lính gác cổng Quân lực Việt Nam Cộng hòa đều bị quân du kích giết chết. Từ sau biến cố này trở đi, các nhân viên MAAG bắt đầu mang vũ khí theo bên mình để tự vệ.

## Diễn biến
Đúng 19 giờ tối ngày 7 tháng 7 năm 1959, một đội Đặc công Việt Cộng hóa trang làm lính đi tuần tiến về khu cư xá. Chỉ trong khoảng 15 phút, đội đặc công đã tấn công vào sảnh đường lộn xộn khi mà Thiếu tá Buis và năm sĩ quan cố vấn khác đang xem bộ phim The Tattered Dress trong phòng khách tầng trệt. Trung sĩ Ovnand chuẩn bị chuyển sang cuộn phim tiếp theo thì du kích Việt Cộng chĩa súng qua cửa sổ và dùng tiểu liên nhả đạn vào căn phòng. Một số viên đạn 9mm bắn trúng Ovnand. Viên Trung sĩ nhanh chóng tắt đèn và đi đến đầu cầu thang để bật đèn pha bên ngoài. Vừa lên phía trên cầu thang thì Ovnand chết vì vết thương trở nặng. Buis lúc đó đang bò về phía cửa bếp thì nhìn thấy kẻ tấn công đi qua cửa bếp khi đèn pha bên ngoài được bật. Anh ta đứng dậy định lao vào cản trở kẻ tấn công nhưng chỉ có thể che chắn được 15 feet trước khi bị phát bắn chí mạng từ phía sau. Kẻ tấn công đang chuẩn bị ném túi xách chứa mìn qua cửa thì bị hành động của Buis làm giật mình và sự do dự này khiến tay du kích đành tự châm mìn cho nổ tung cả phòng. Đội đặc công cũng giết hai lính gác cổng Việt Nam Cộng hòa làm nhiệm vụ đêm đó. Đại úy Howad B. Boston (MAAG 7) và cậu con trai tám tuổi của người đầu bếp Việt Nam nằm trong số những người bị thương trong trận tập kích.